# Grande conjonction

La grande conjonction telle qu'elle pouvait être observée vers le sud, dans le ciel de Jérusalem, le 12 novembre de l'an 7 av. J.-C.

La grande conjonction est le rapprochement maximal apparent des planètes Jupiter et Saturne sur la voûte céleste. Ce phénomène astronomique se produit environ tous les 20 ans. 
La grande conjonction est un phénomène remarquable que les anciens observateurs du ciel ont étudié assez tôt. Une interprétation astrologique souvent catastrophiste liée à leur périodicité s'est répandue en Europe pendant le Haut Moyen Âge et l'on y retrouve des allusions dans un grand nombre de textes non seulement à prétention savante mais aussi littéraires ou populaires.
Johannes Kepler est l'un des premiers astronomes ayant défendu la thèse selon laquelle l'Étoile de Bethléem était une grande conjonction.

## Données astronomiques

### Périodicité

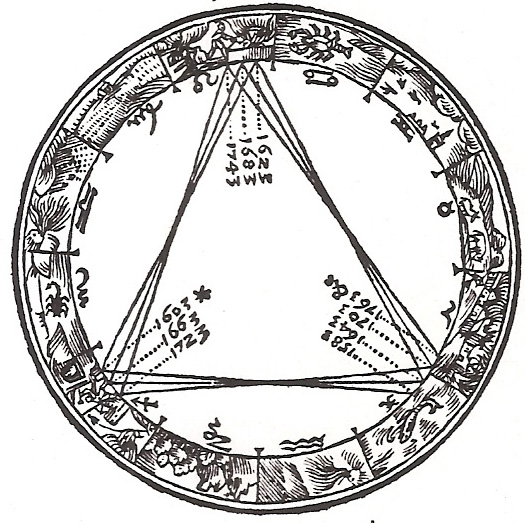
Une série de grandes conjonctions dans le livre De Stella nova de Kepler.

Partant  des données approchées, on peut noter que la période orbitale de Saturne est proche de 30 ans tandis que celle de Jupiter est de 12 ans, ainsi on estimera qu'il lui faut environ 20 ans pour qu'elle rattrape Saturne dans sa course autour du Soleil. Dans la bande du Zodiaque, le lieu où la nouvelle conjonction se produit se décale à chaque occurrence d'environ un tiers de tour. Au bout de 60 ans, leur configuration initiale se répétera dans le ciel d'un point de vue héliocentrique, l'une ayant accompli deux tours et l'autre cinq. 

En tenant compte des périodes exactes, on obtient un intervalle moyen de 19,86 ans entre deux conjonctions successives et un décalage de 117° de la position initiale, ce qui correspond à peu près à quatre signes du Zodiaque. Cependant le trigone sur lequel se produisent trois conjonctions successives se décale à raison d'environ 9° dans le sens direct tous les 59,6 ans.
Du point de vue géocentrique, cette périodicité subit des variations dues à la parallaxe induite par la position changeante de l'observateur terrestre, la Terre étant elle-même en mouvement. Ainsi, l'élongation angulaire minimale peut être observée quelques semaines avant ou après l'alignement Soleil-Jupiter-Saturne.

Par ailleurs, pour être tout à fait précis, on devra prendre en compte tous les paramètres des orbites des planètes, notamment leur excentricité.

### Conjonctions triples
Si l'alignement Soleil-Jupiter-Saturne se produit alors que ces planètes sont proches de leur opposition au Soleil, leurs mouvements sont soumis au phénomène annuel de la rétrogradation des planètes : dans leur course sur la voûte céleste, chacune d'elles semble s'immobiliser puis se remet en mouvement dans le sens rétrograde avant de s'immobiliser à nouveau pour repartir dans le sens direct. Cette rétrogradation est plus importante pour Jupiter qui se déplace à une vitesse supérieure à celle de Saturne. On peut alors observer trois rapprochements en l'espace de quelques mois. Ce phénomène est appelé « conjonction triple ». Il s'est produit deux fois au XXe siècle, en 1940-41 et en 1981. Mais il est par ailleurs plutôt rare et ne présente pas de périodicité simple. Ainsi, la prochaine Grande conjonction triple est attendue pour 2238-2239.

### Grandes conjonctions passées et à venir

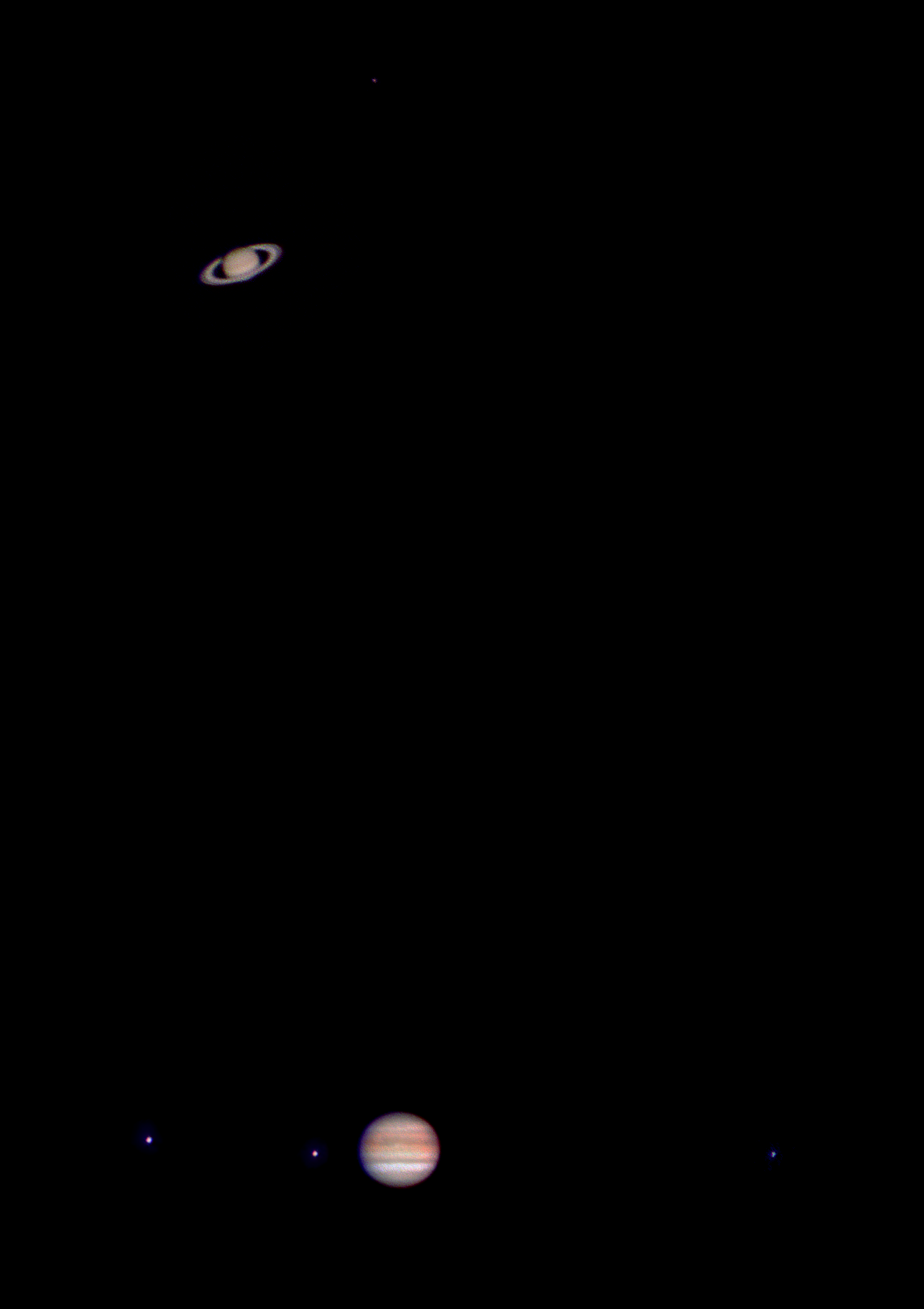
Photographie de la grande conjonction de 2020, quatre heures avant le rapprochement maximal : Jupiter et Saturne sont distantes de moins de 7 minutes d'arc. La lune Titan de Saturne est visible, ainsi que les lunes Io, Ganymède et Europe de Jupiter.

Comme il existe plusieurs systèmes de coordonnées célestes, on pourra définir les grandes conjonctions de deux façons différentes, suivant que l'on prenne en compte l'égalité des ascensions droites des deux planètes (conjonction équatoriale), ou bien l'égalité de leurs longitudes écliptiques (conjonction écliptique).
Les planètes supérieures Jupiter et Saturne se déplacent lentement dans la bande du Zodiaque en se tenant à proximité de la ligne écliptique et la direction de leurs mouvements reste quasi-parallèle à cette ligne. Ainsi, leur distance angulaire est minimale lors des conjonctions écliptiques. Le premier tableau ci-dessous donne les dates des conjonctions écliptiques.
| Date              | Heure UTC | distance angulaire de Jupiter par rapport à Saturne | Élongation de Saturne par rapport au Soleil | Signe du Zodiaque |
| ----------------- | --------- | --------------------------------------------------- | ------------------------------------------- | ----------------- |
| 17 juillet 1802   | 22:57:00  | 39' Sud                                             | 40.6° Est                                   | Vierge            |
| 19 juin 1821      | 16:56:57  | 1°10' Nord                                          | 63.3° Ouest                                 | Bélier            |
| 26 janvier 1842   | 06:16:53  | 32' Sud                                             | 27.1°Ouest                                  | Capricorne        |
| 21 octobre 1861   | 12:27:02  | 48' Sud                                             | 39.7° Ouest                                 | Vierge            |
| 18 avril 1881     | 13:35:59  | 1°13' Nord                                          | 3.1° Est                                    | Taureau           |
| 28 novembre 1901  | 16:37:33  | 26' Sud                                             | 38.2° Est                                   | Capricorne        |
| 10 septembre 1921 | 04:13:03  | 57' Sud                                             | 9.7° Est                                    | Vierge            |
| 8 août 1940       | 01:13:20  | 1°11' Nord                                          | 90.9° Ouest                                 | Taureau           |
| 20 octobre 1940   | 04:42:14  | 1°14' Nord                                          | 164.0° Ouest                                | Taureau           |
| 15 février 1941   | 06:36:25  | 1°17' Nord                                          | 72.9° Est                                   | Taureau           |
| 19 février 1961   | 00:07:18  | 14' Sud                                             | 34.9° Ouest                                 | Capricorne        |
| 31 décembre 1980  | 21:17:24  | 1°03' Sud                                           | 90.9° Ouest                                 | Balance           |
| 4 mars 1981       | 19:14:36  | 1°03' Sud                                           | 155.9° Ouest                                | Balance           |
| 24 juillet 1981   | 04:13:35  | 1°06' Sud                                           | 63.8° Est                                   | Balance           |
| 28 mai 2000       | 15:56:27  | 1°09' Nord                                          | 14.9° Ouest                                 | Taureau           |
| 21 décembre 2020  | 18:37:31  | 6' Sud                                              | 30.1° Est                                   | Verseau           |
| 31 octobre 2040   | 12:02:47  | 1°08' Sud                                           | 20.8° Ouest                                 | Balance           |
| 7 avril 2060      | 22:36:24  | 1°07' Nord                                          | 41.9° Est                                   | Gémeaux           |
| 15 mars 2080      | 01:49:55  | 6' Nord                                             | 43.5° Ouest                                 | Verseau           |
| 18 septembre 2100 | 22:50:40  | 1°13' Sud                                           | 29.4° Est                                   | Balance           |

De nos jours, les astronomes utilisent plus volontiers les coordonnées équatoriales. Les dates des conjonctions en ascension droite sont sensiblement différentes.
| Date              | Heure (UTC)          | Planète | Distance angulaire       | Élongation du Soleil |
| ----------------- | -------------------- | ------- | ------------------------ | -------------------- |
| 18 février 1961   | 14 h 42 min 37 s UTC | Jupiter | 14' au Sud de Saturne    | 34,6° Ouest          |
| 14 janvier 1981   | 7 h 58 min 37 s UTC  | Jupiter | 1°09' au Sud de Saturne  | 103,9° Ouest         |
| 19 février 1981   | 7 h 12 min 10 s UTC  | Jupiter | 1°09' au Sud de Saturne  | 141,2° Ouest         |
| 30 juillet 1981   | 21 h 32 min 22 s UTC | Jupiter | 1°12' au Sud de Saturne  | 57,9° Est            |
| 31 mai 2000       | 10 h 13 min 27 s UTC | Jupiter | 1°11' au Nord de Saturne | 16,9° Ouest          |
| 21 décembre 2020  | 13 h 48 min 52 s UTC | Jupiter | 6' au Sud de Saturne     | 30,3° Est            |
| 5 novembre 2040   | 13 h 19 min 46 s UTC | Jupiter | 1°14' au Sud de Saturne  | 24,8° Ouest          |
| 10 avril 2060     | 9 h 1 min 25 s UTC   | Jupiter | 1°09' au Nord de Saturne | 39,8° Est            |
| 15 mars 2080      | 8 h 29 min 24 s UTC  | Jupiter | 6' au Nord de Saturne    | 43,8° Ouest          |
| 24 septembre 2100 | 1 h 40 min 38 s UTC  | Jupiter | 1°18' au Sud de Saturne  | 25,1° Est            |

## Grandes conjonctions et l'histoire

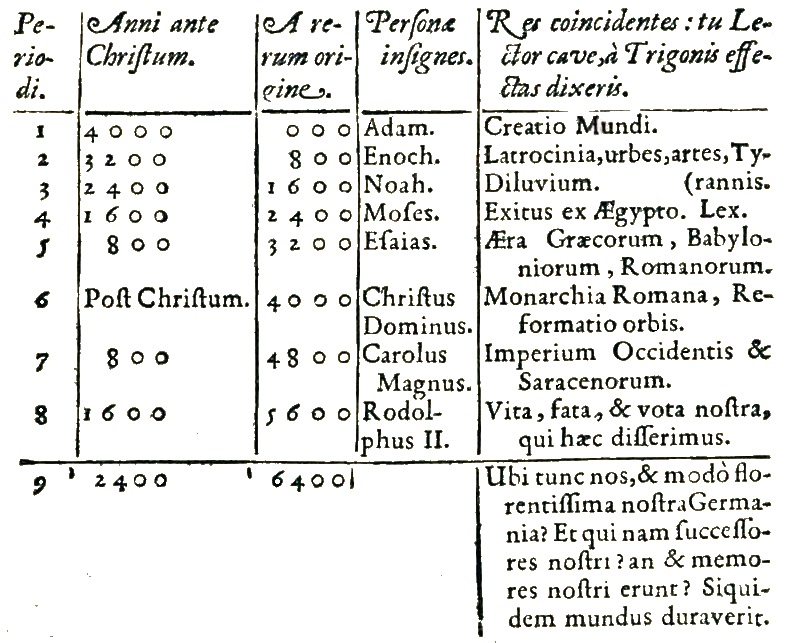
Tableau extrait de De Stella nova de Johannes Kepler, p. 29. Partage de l'histoire de l'humanité en cycles de 800 ans.

C'est par les ouvrages du savant iranien Albumasar que l'Europe a appris la double périodicité des grandes conjonctions et son interprétation. L'idée a connu une telle vogue que des ouvrages contre l'astrologie « conjonctionniste » furent écrits. 
Aux douze divisions du zodiaque les astrologues ont assigné successivement les quatre éléments, air, feu, terre, eau. Ainsi à chacun des quatre correspondent sur le ciel trois signes, formant un trigone ou un triangle équilatéral. Comme chaque apparition de la grande conjonction dans un même signe est décalée d'environ 9°, après quelques retours, elle se fait dans le signe voisin qui appartient à un autre trigone. L'accomplissement d'un cycle complet de trigones a été considéré comme un repère pour des évènements de grande importance, tels que la création d'empires ou la venue d'un messie.
Avec le perfectionnement de l'astronomie, on s'est aperçu que le cycle complet de conjonctions est plus bref que ce que les auteurs anciens affirmaient. Kepler a calculé qu'il dure 805 ans, et non pas 960 ans (Albumasar), et que l'année 1603 marque le début d'un nouveau trigone de feu.
On relève des mentions et des allusions aux grandes conjonctions et aux trigones non seulement dans les œuvres de Tycho Brahe ou Kepler, mais aussi dans celles de Dante ou de Shakespeare.